# 波斯尼亚和黑塞哥维那宗教
波斯尼亞和黑塞哥維那宗教（2013）

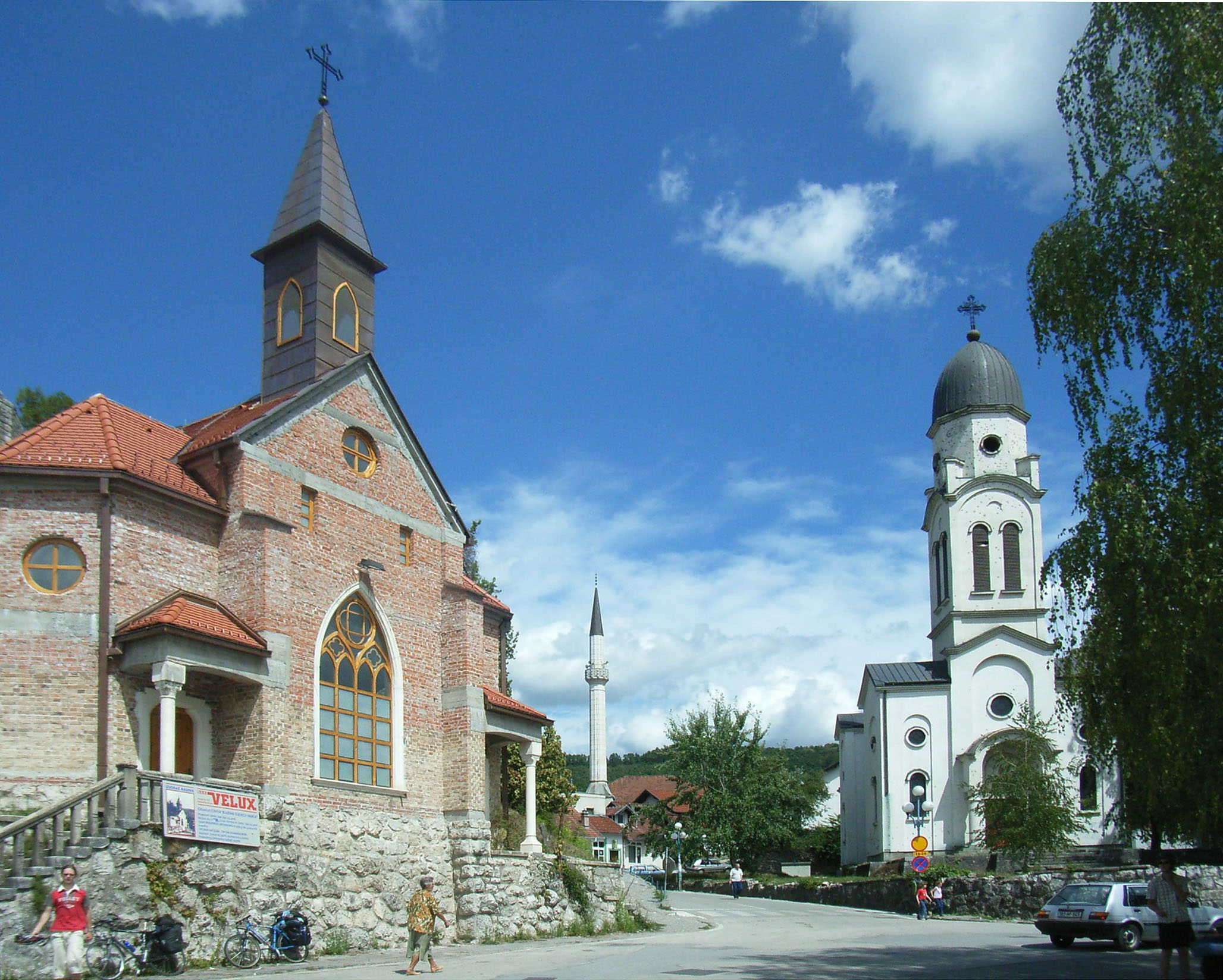
波士尼亞克魯帕的天主教堂（左）、清真寺（中）和東正教堂（右）

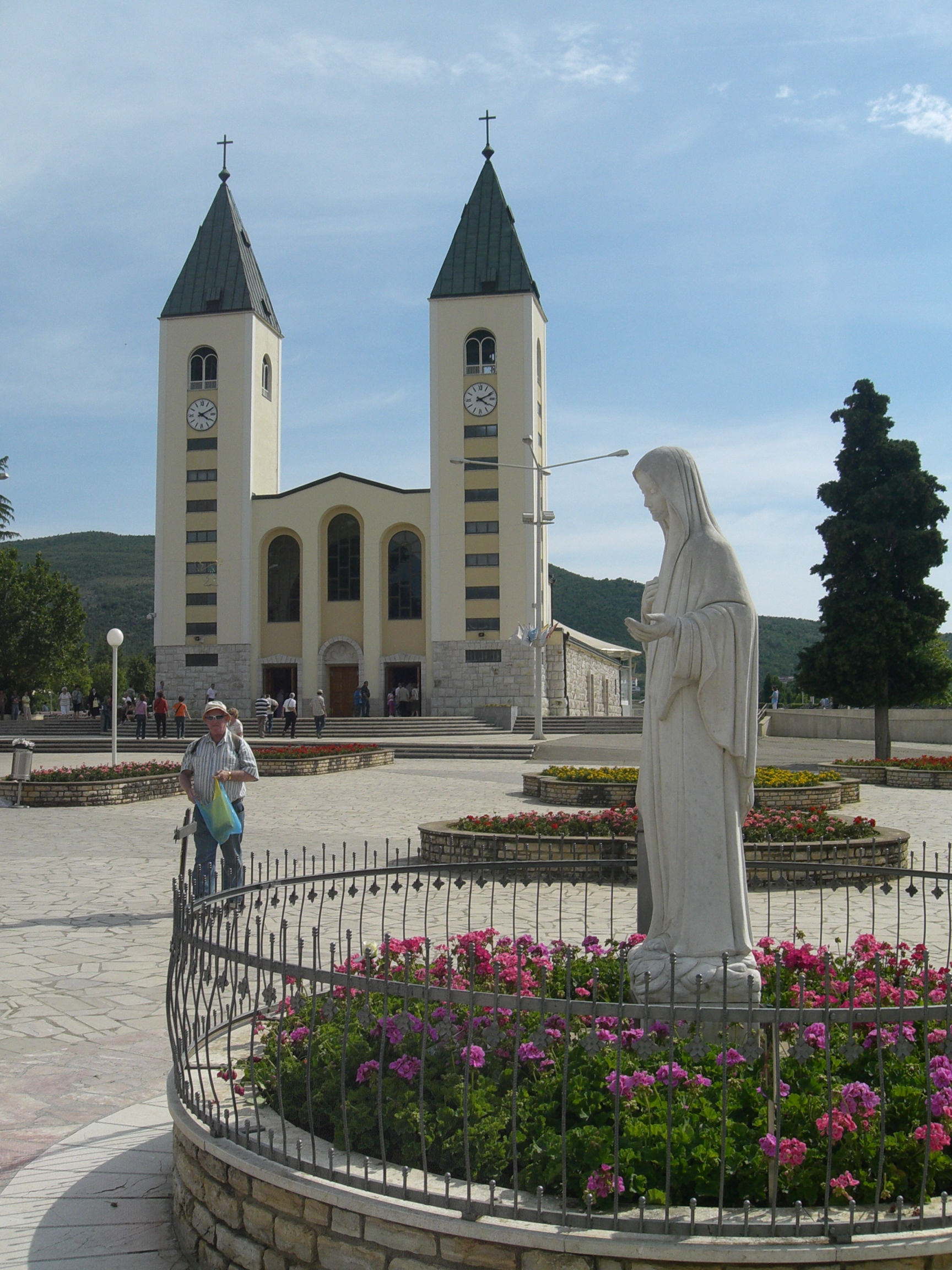
梅久戈列的聖母瑪利亞雕像

波斯尼亞和黑塞哥維那的憲法提供宗教自由，波赫政府普遍尊重這宗教信仰自由權利，在各民族聚集或所在的地區的宗教；地方法律也提供宗教團體全面的權利，54％的波赫穆斯林認為自己是“無宗派穆斯林”。
在2009年的蓋洛普民意調查中，77％的波斯尼亞和黑塞哥維那受訪者對“宗教是否是您日常生活中重要的一部分？”這一問題回答“是”，而21％的回答是否定的。
根據2017年皮尤研究中心的一項民意調查，31％的波赫穆斯林，10％的東正教基督徒和54％的天主教基督徒每周至少參加一次宗教儀式。

## 宗教人口
西元1800年，40％的波斯尼亞人是東正教基督徒，近一半是穆斯林。當四分之三的波斯尼亞人轉變為穆斯林的時候，伊斯蘭教信仰在那時達到頂峰。
波什尼亚克族主要信奉伊斯蘭教，克罗地亚族主要信奉天主教，塞尔维亚族主要信奉東正教。根據2013年進行的最新人口普查，現今波黑的穆斯林占人口的50.70％；天主教和東正教的基督徒佔45.94％；新教基督徒、猶太教和其他宗教佔3.36％， 這些數字經常受到塞族人質疑。 波赫大約有100名猶太教信徒。

## 伊斯蘭教
波赫有八個伊斯蘭教法典說明官（muftis）主要分佈在幾個城市：薩拉熱窩、比哈奇、特拉夫尼克、圖茲拉、戈拉日代、澤尼察、莫斯塔爾和巴尼亞盧卡。波黑較為傳統的伊斯蘭社區位於特拉夫尼克、Bocinja / 扎維多維契、泰沙尼、马格拉伊、布戈伊诺和泽尼察等城鎮。45％的波黑穆斯林稱自己屬於遜尼派穆斯林，而47％的人稱自己為穆斯林。7％的穆斯林要拒絕回答他們所屬的穆斯林宗派，說他們不屬於任何一派伊斯蘭教分支（無教派）或表示不知道所屬宗派。

## 波黑的宗教場所

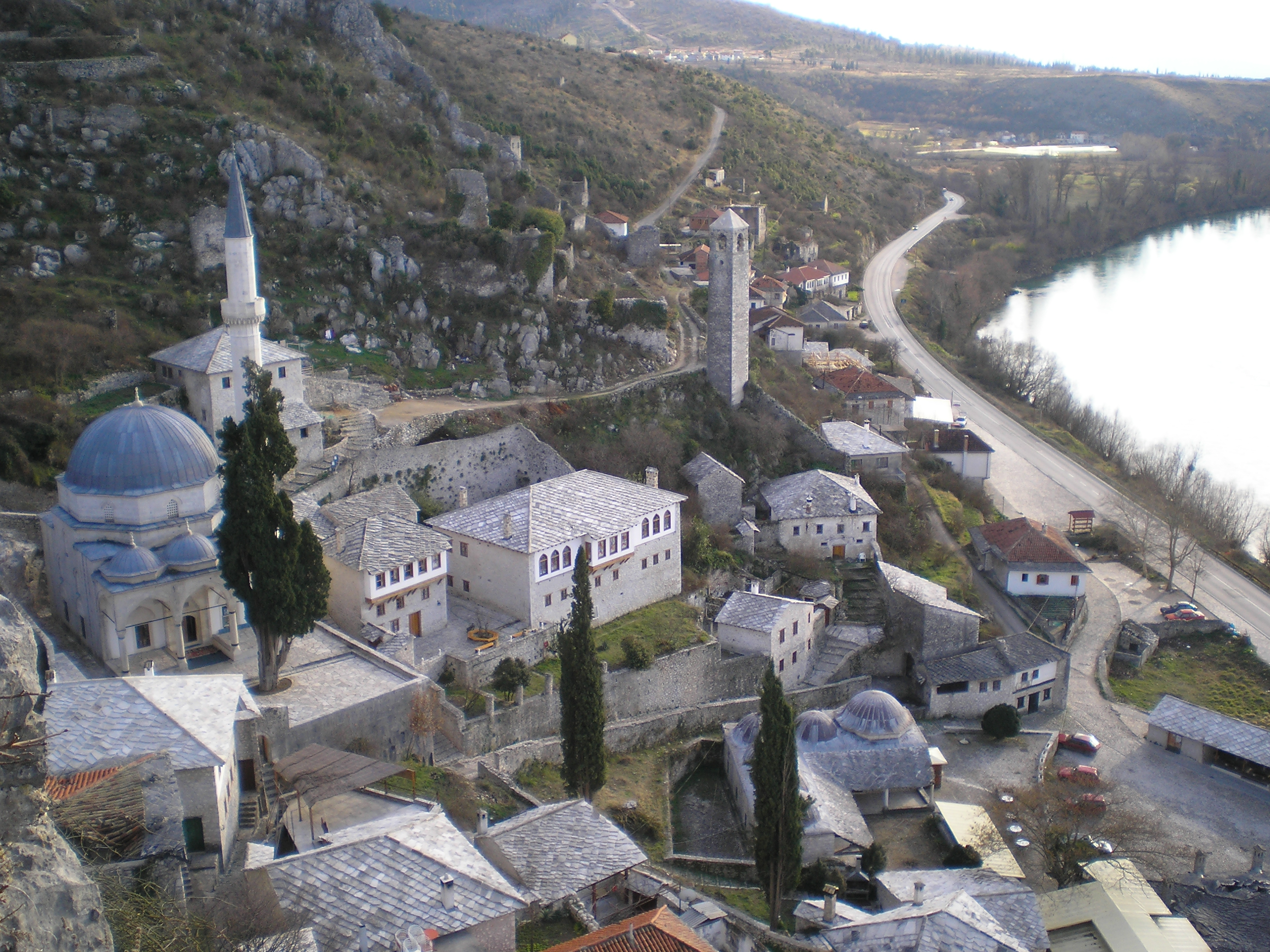
Počitelj建於1561年的清真寺
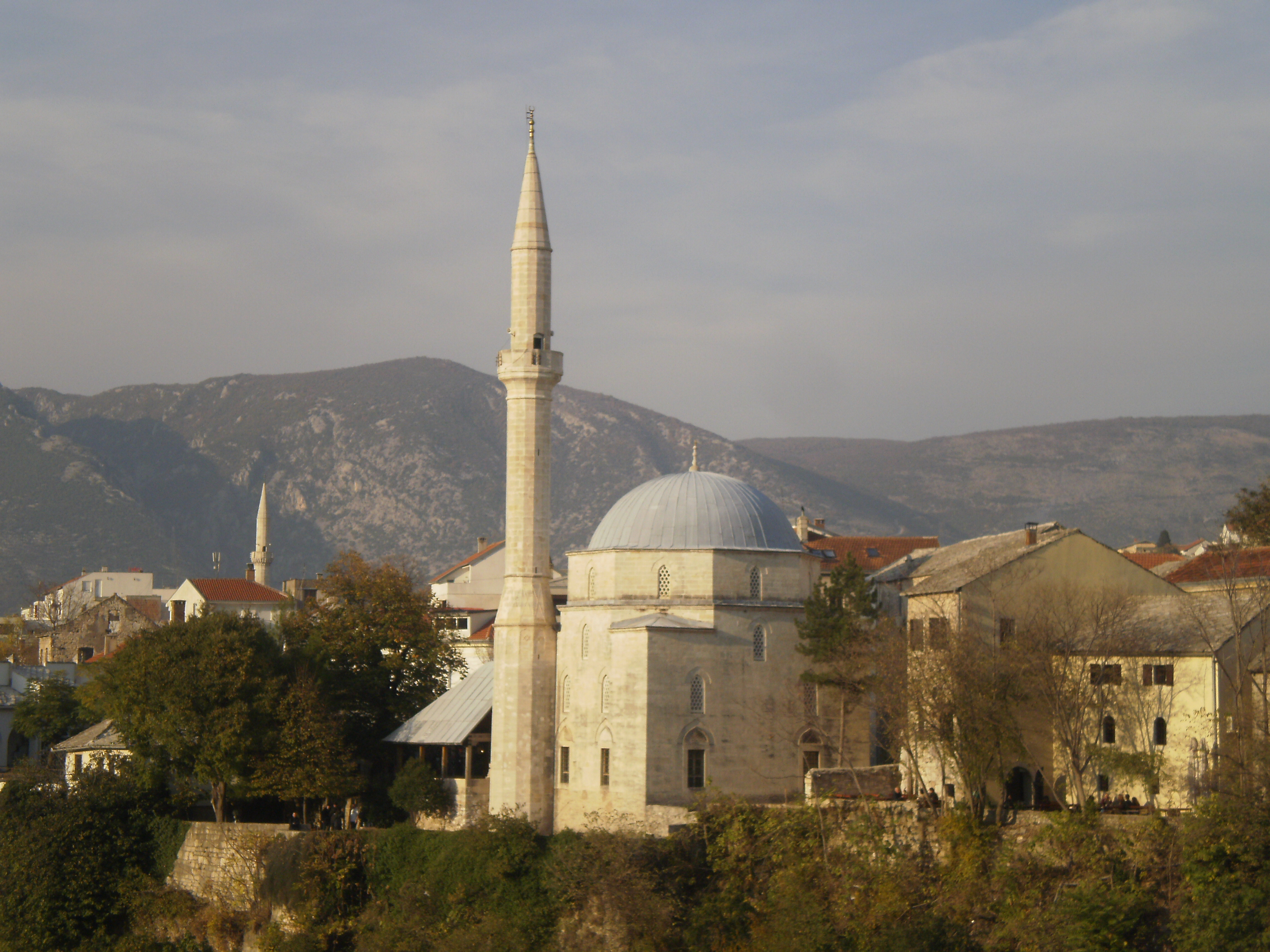
莫斯塔爾建於17世紀的清真寺
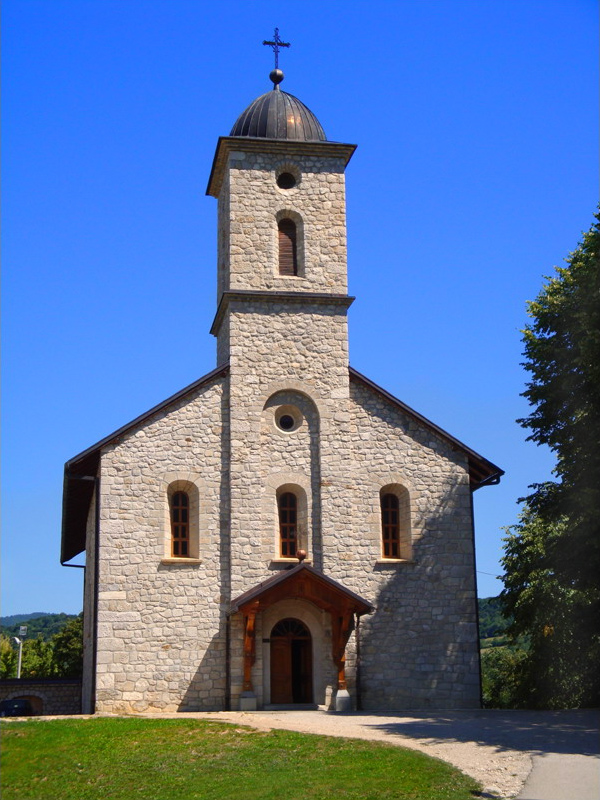
巴尼亞盧卡的克魯帕修道院
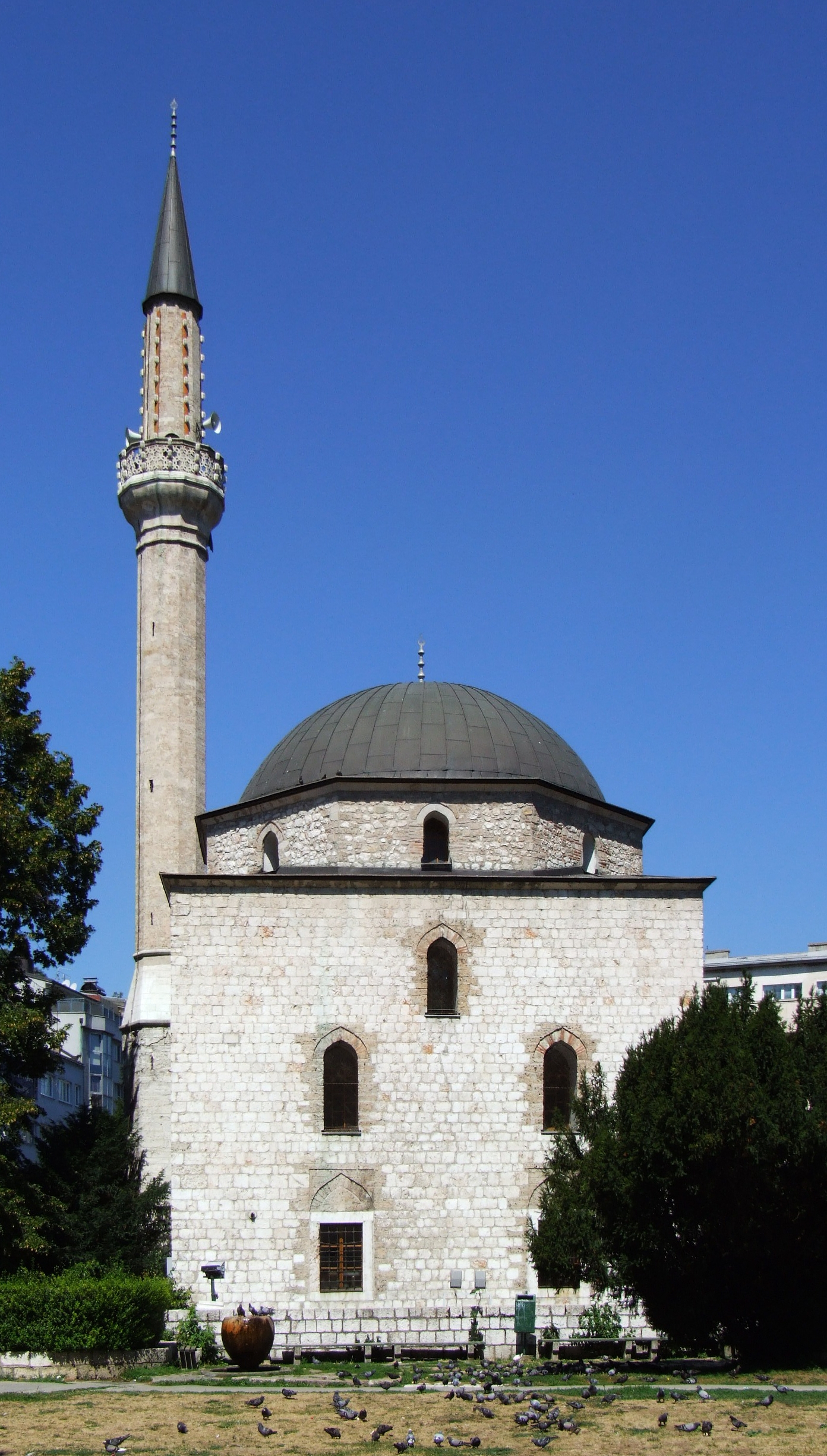
薩拉熱窩的阿里帕夏清真寺
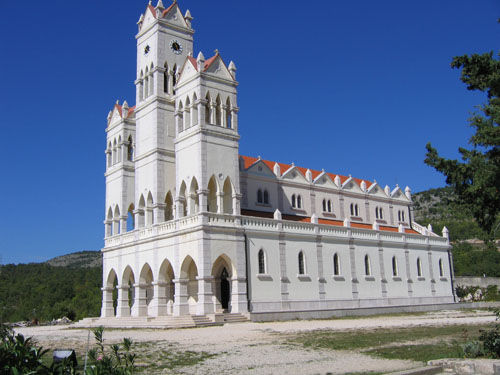
格鲁代的聖凱瑟琳大教堂
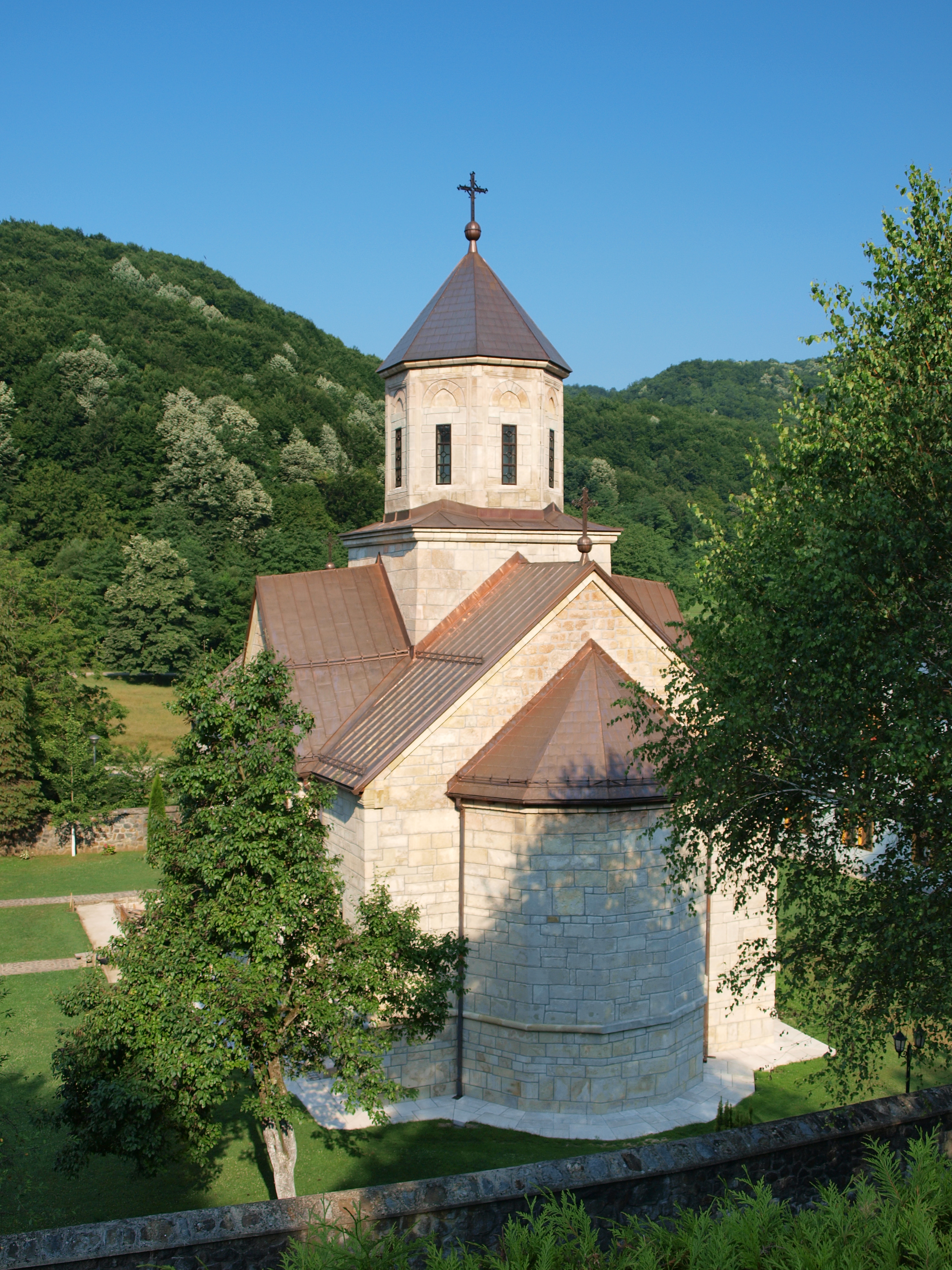
靠近科扎爾斯卡杜比察的Moštanica修道院
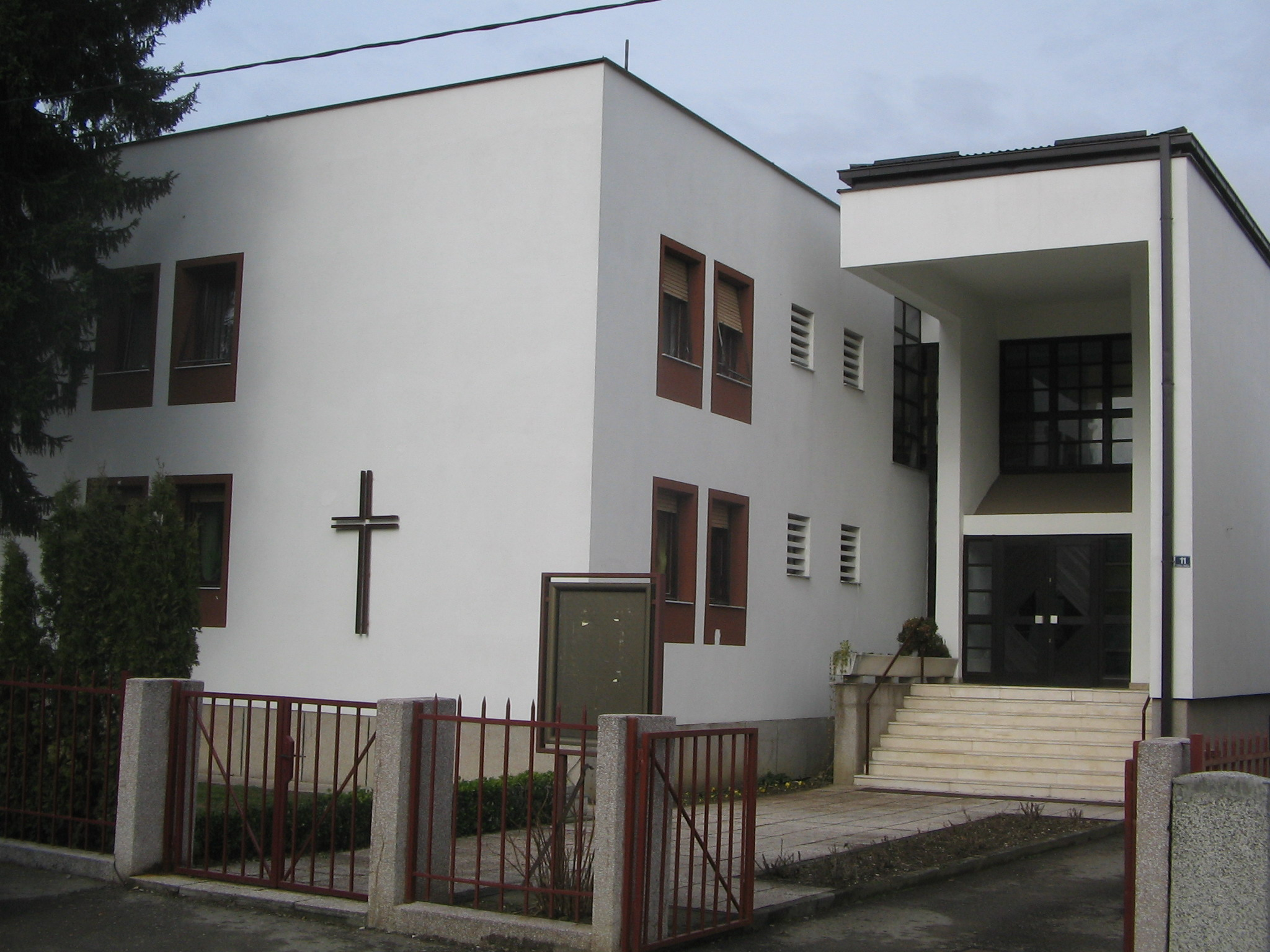
巴尼亞盧卡的基督復臨安息日會
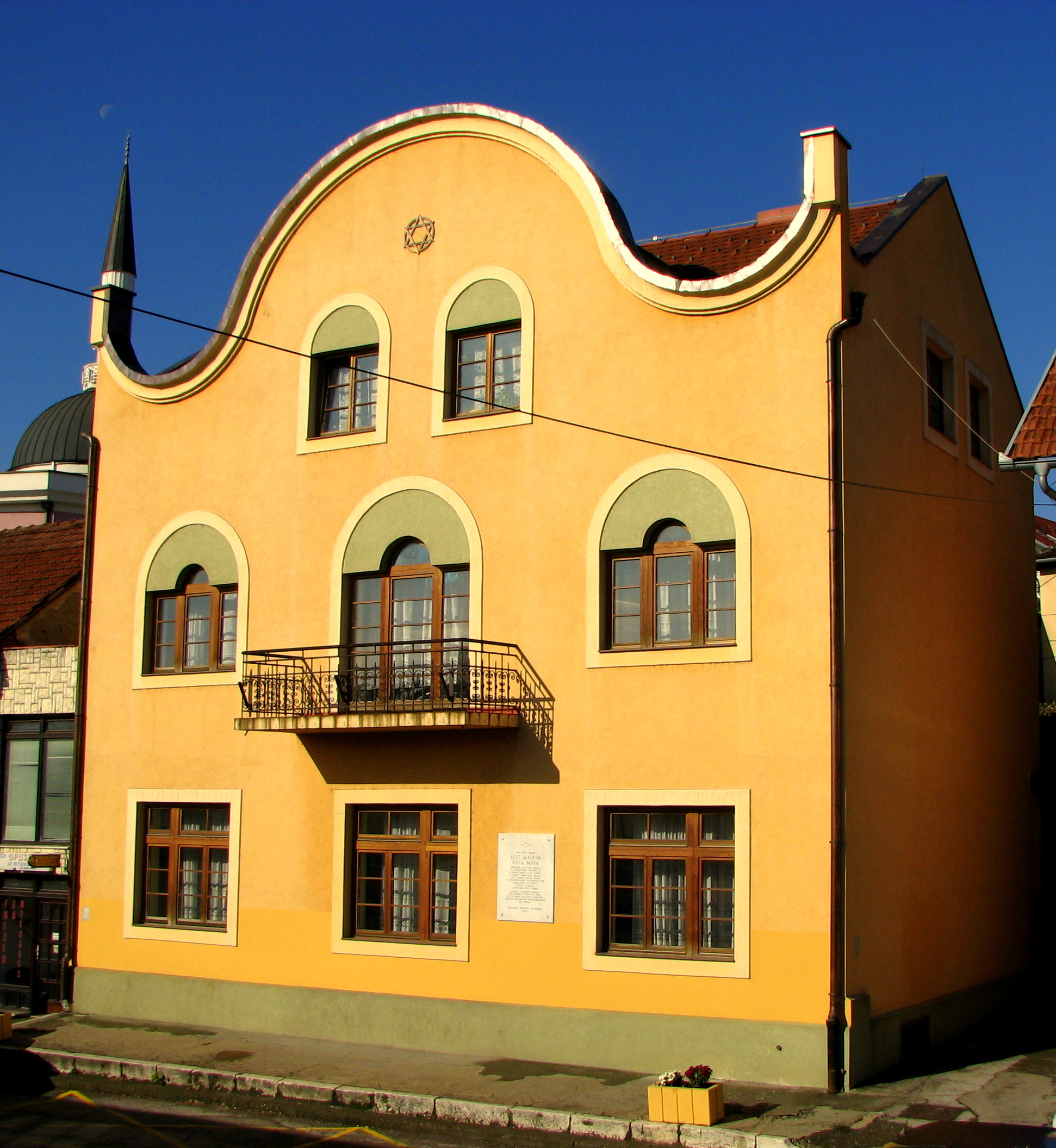
多博伊的猶太會堂
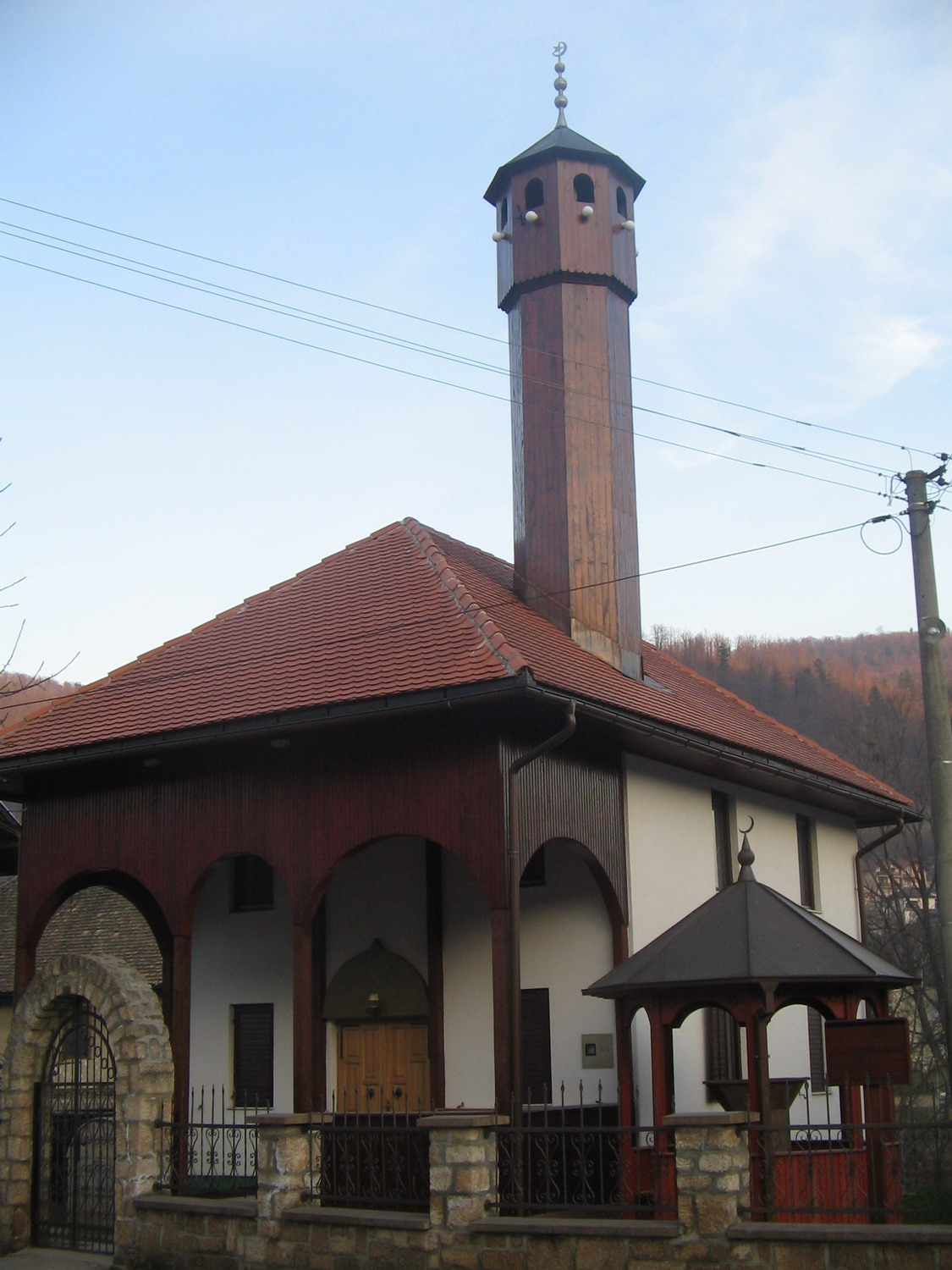
巴尼亞盧卡的HadžiZulfikar清真寺
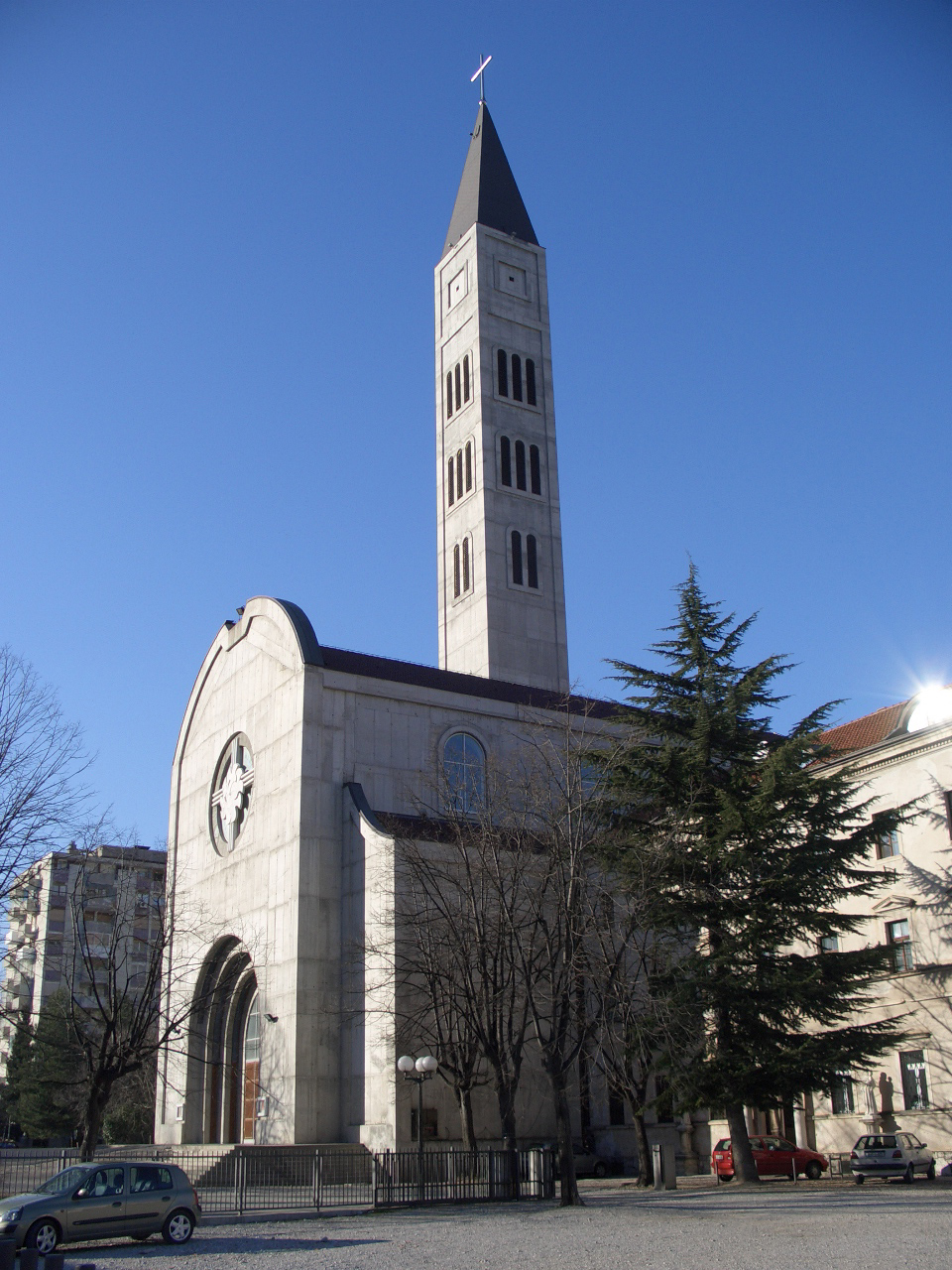
聖彼得和聖保羅教堂(莫斯塔爾)
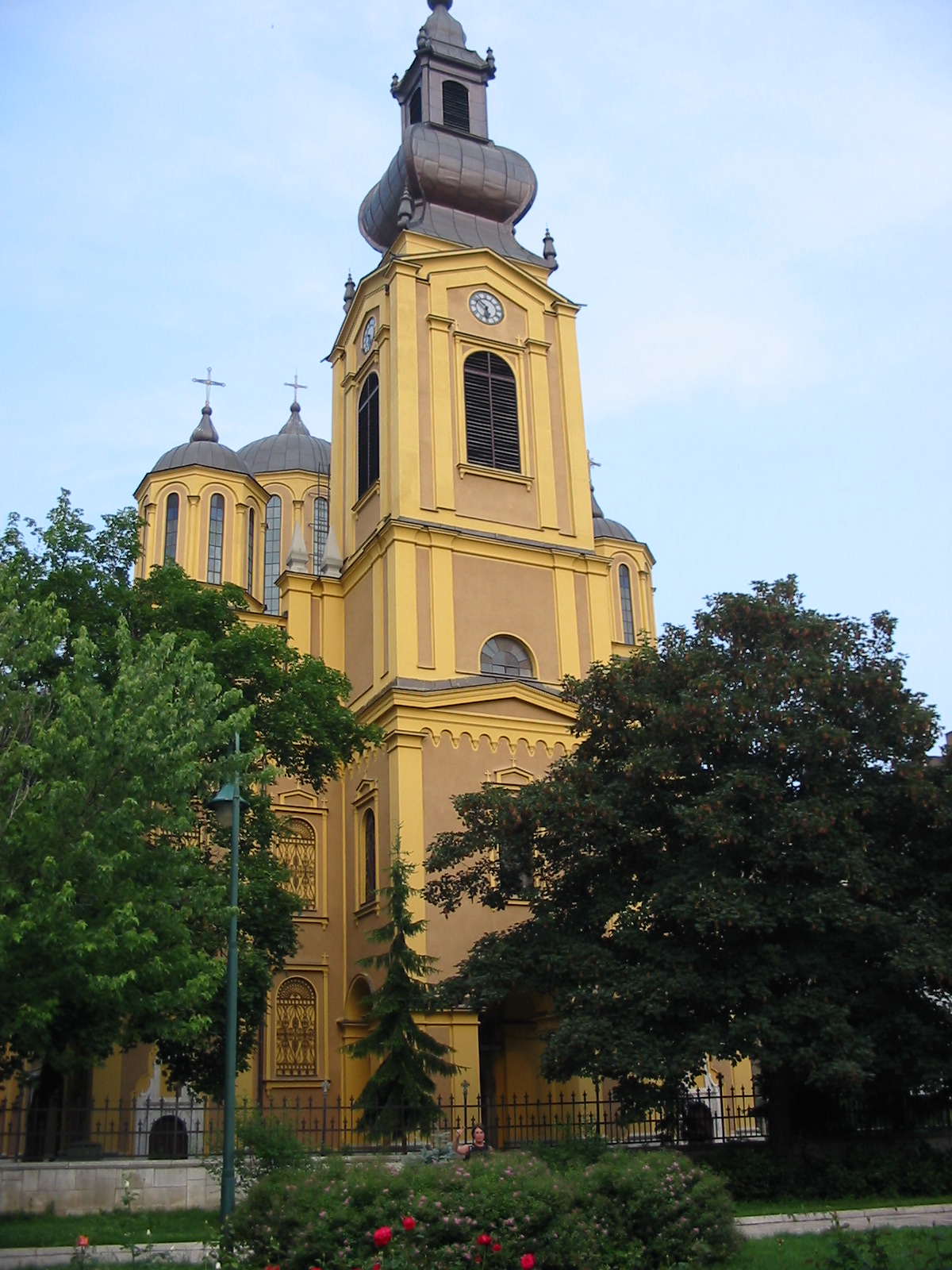
聖母聖誕主教座堂 (塞拉耶佛)
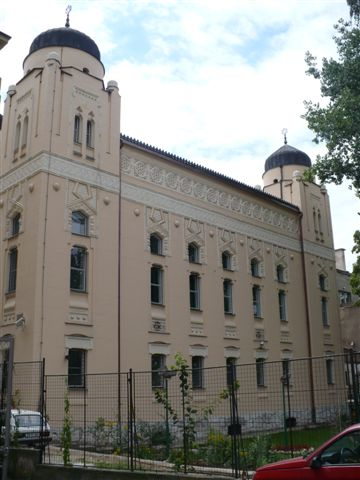
薩拉熱窩的猶太會堂
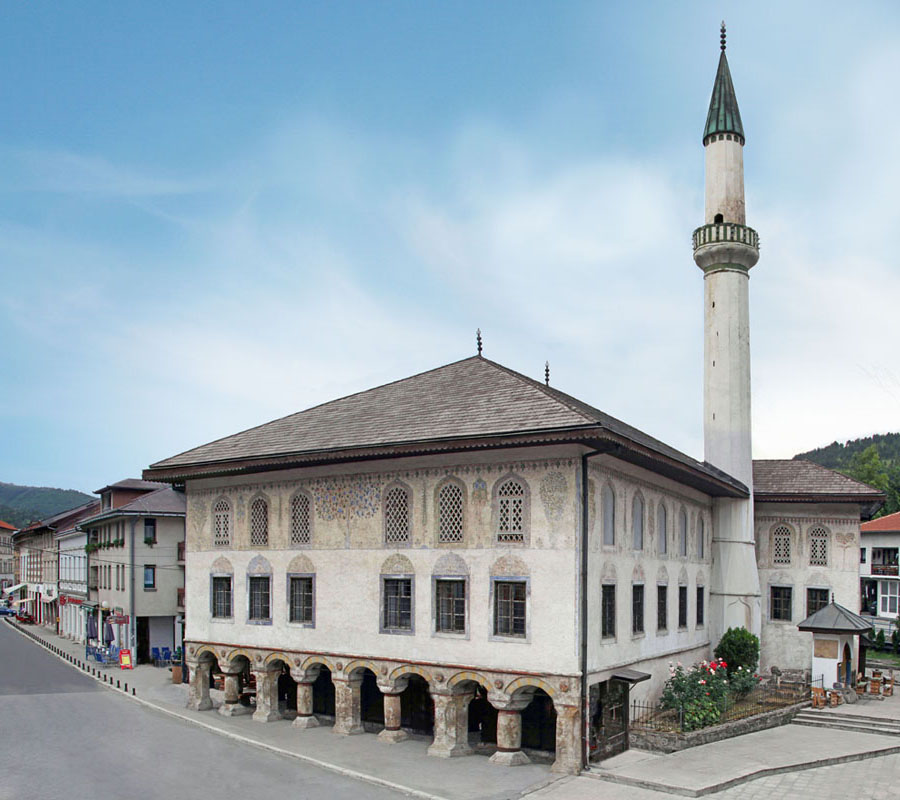
特拉夫尼克的清真寺
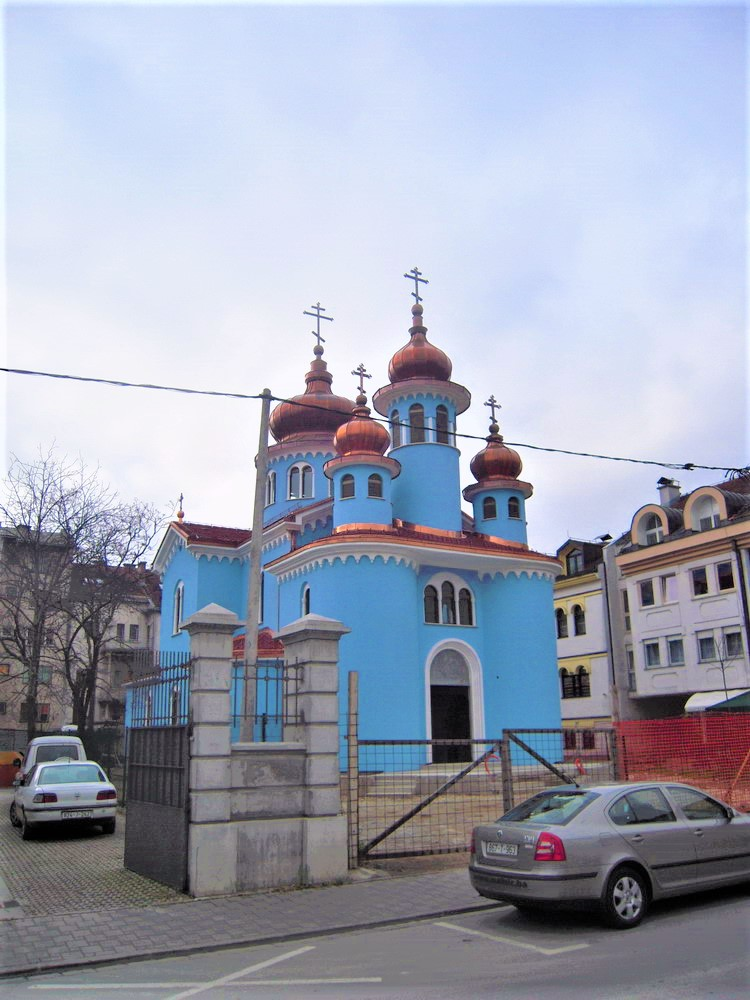
巴尼亞盧卡的希臘禮天主教堂